# 온실가스검증원
온실가스검증원(溫室-檢證院)은 기상이변과 지구온난화 등 기후변화 대응을 위한 온실가스 감축노력이 증대됨에 따라, 온실가스 배출 및 감축량을 검·인증할 수 있도록 설치된 한국에너지공단 소속 검인증기관이다. 경기도 용인시 수지구 포은대로 388(풍덕천2동 1157번지)에 위치하고 있다.

## 조직

### 이사장
- 운영위원회
- 공정성위원회

#### 온실가스검증원장
- 품질관리자
- 심사위원회
- 기획팀
- 인증팀

## 같이 보기
- 한국에너지공단